# Stylocheilus
Genre
Stylocheilus est un genre de mollusques gastéropodes dépourvus de coquille, de la famille des Aplysiidae. Ces espèces sont souvent appelées lièvres de mer. 

## Liste d'espèces
Selon World Register of Marine Species (9 décembre 2018) :
- Stylocheilus longicauda (Quoy & Gaimard, 1825)
- Stylocheilus polyomma (Mörch, 1863)
- Stylocheilus rickettsi (MacFarland, 1966)
- Stylocheilus striatus (Quoy & Gaimard, 1832)

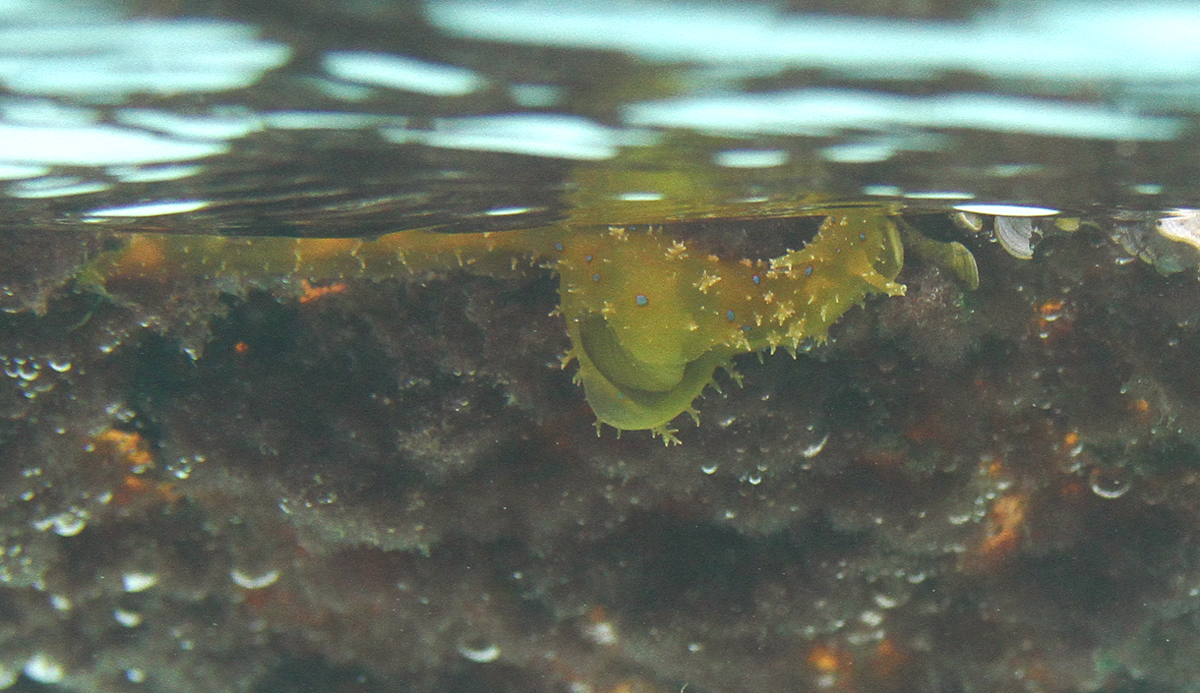
Stylocheilus longicauda
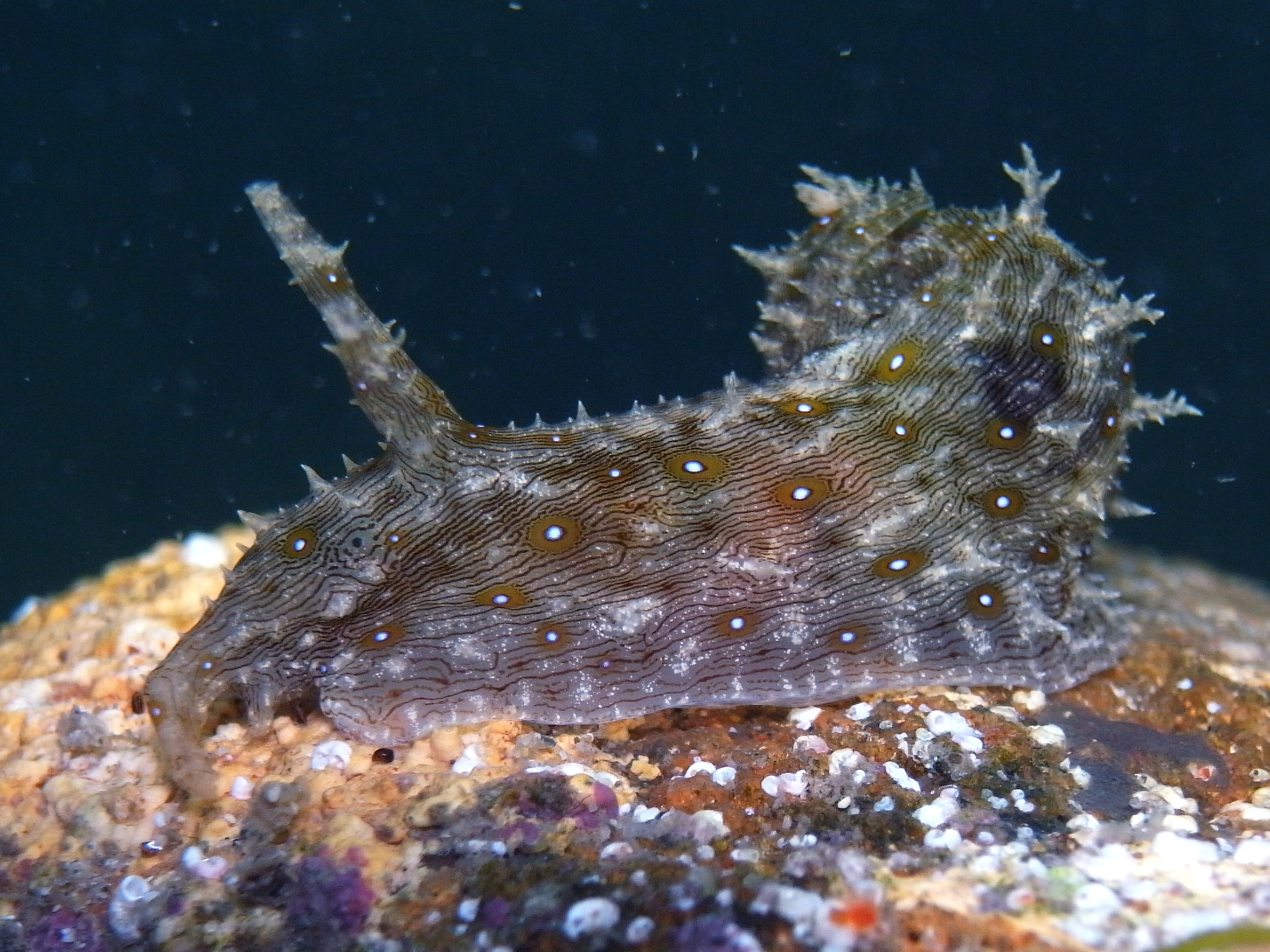
Stylocheilus striatus